# Traversier de Djurgården
Le traversier de Djurgården (en suédois : Djurgårdsfärjan) ou ligne 82 est une route maritime de traversier du centre-ville de Stockholm en Suède.

## Présentation
Le trajet part d'un terminal près de Slussen, dans la vieille ville de Gamla Stan et s'étend jusqu'à Allmänna gränd sur l'île de Djurgården, avec un arrêt facultatif sur l'île de Skeppsholmen.
Le service est intégré au systeme de transports en commun de Stockholm, avec le nom de ligne 82, et accepte tous les billets pertinents de Storstockholms Lokaltrafik (SL).
Cette ligne dessert les arrêts suivants : Slussen, Gamla stan ; Allmänna gränd, Djurgården et Skeppsholmen. Les cartes SL sont valides sur le bateau mais pas les coupons. L'achat des tickets à l'unité peut se faire sur le quai, aux arrêts Slussen et Djurgården. Les tarifs : 45 SEK pour un adulte, 30 SEK pour un enfant entre 7 et 19 ans et les plus de 65 ans et gratuit pour les moins de 6 ans.
La traversée est assurée pour le compte de SL par Waxholmsbolaget et ses sous-traitants, Djurgårdens Färjetrafik,,,.
Tous les arrêts du traversier sont proches des attractions touristiques, avec le terminal de Slussen à proximité du vieux centre-ville et du palais royal de Stockholm, l'arrêt de Skeppsholmen à proximité du Moderna Museet et le terminal de Djurgården à proximité du parc d'attractions Gröna Lund, du musée Vasa et du musée en plein air de Skansen.

## Flotte actuelle
| Nom           | Const. | Caractéristiques                                                               | Image |       |
| ------------- | ------ | ------------------------------------------------------------------------------ | ----- | ----- |
| Djurgården 8  | 1977   | longueur 25,32 m Maître-bau 6,85 m tirant d'eau 2,22 m capacité 300 passagers. |       | [ 6 ] |
| Djurgården 9  | 1981   | longueur 27 m Maître-bau 6,85 m tirant d'eau 2,22 m capacité 300 passagers.    |       | [ 7 ] |
| Djurgården 10 | 1982   | longueur 27 m Maître-bau 6,85 m tirant d'eau 2,22 m capacité 300 passagers.    |       | [ 8 ] |
| Djurgården 11 | 1998   | longueur 27 m Maître-bau 6,9 m tirant d'eau 2,22 m capacité 298 passagers      |       | [ 9 ] |